# أكسل بامبا
أكسل بامبا (بالفرنسية: Axel Bamba)‏ هو لاعب كرة قدم فرنسي في مركز الدفاع، ولد في 6 يوليو 1999 في زيورخ في سويسرا. لعب مع نادي باريس.

## وصلات خارجية
- أكسل بامبا على موقع رابطة كرة القدم الفرنسية للمحترفين (الإنجليزية)
- أكسل بامبا على موقع قاعدة بيانات كرة القدم.إي يو (الإنجليزية)
- أكسل بامبا على موقع ليكيب (الفرنسية)
- أكسل بامبا على موقع Soccerway.com (الإنجليزية)